# Rhamnus prinoides
 (octobre 2020).
Si vous disposez d'ouvrages ou d'articles de référence ou si vous connaissez des sites web de qualité traitant du thème abordé ici, merci de compléter l'article en donnant les références utiles à sa vérifiabilité et en les liant à la section « Notes et références ».
Espèce
Synonymes
Selon POWO  :
- Celtis rhamnifolia C.Presl
- Alaternus prinoides (L'Hér.) Raf.
- Rhamnus celtifolia Thunb.
- Rhamnus pauciflora Hochst. ex A.Rich.
- Rhamnus prinifolia Salisb.
- Ziziphus lucida Moench

Statut de conservation UICN

 LC  : Préoccupation mineure
Rhamnus prinoides est une espèce de plantes à fleurs dicotylédones de la famille des Rhamnaceae, sous-famille des Rhamnoideae, originaire d'Afrique et d'Arabie.
C'est un arbuste ou un petit arbre pouvant atteindre huit mètres de haut, à feuilles persistantes, produisant des baies rouges. Le tronc peut atteindre de 15 à 25 cm de diamètre. Cet arbuste à diverses utilisations, notamment comme plante médicinale ou ornementale. Ses fruits sont comestibles et son bois peut être utilisé comme bois de chauffage.
En Éthiopie, où elle est appelée « gesho », les feuilles de cette plante entrent dans la composition d'une bière traditionnelle locale, la tella, comme substitut du houblon. Elle y est également utilisée dans la fabrication de l'hydromel local, le t'edj.

## Étymologie
L'épithète spécifique, « prinoides », signifie « qui ressemble à prinus, en référence à la ressemblance de cet arbuste avec Quercus prinus, espèce de chêne à feuilles persistantes.

## Distribution et habitat
L'aire de répartition de Rhamnus prinoides s'étend essentiellement en Afrique, principalement en Afrique de l'Est et en Afrique australe. Cette espèce se rencontre de l'Érythrée et de l'Éthiopie à l'Afrique du Sud, ainsi que plus à l'ouest au Cameroun, au Congo (RDC) et en Angola. Elle se rencontre aussi au Yémen. 
C'est un arbuste qui pousse dans les forêts de montagne, souvent parmi les rochers. On le trouve en particulier dans les clairières et le long des lisières des forêts, sur les berges des cours d'eau et dans les forêts riveraines.